# Zygmunt Chmielewski (polityk)

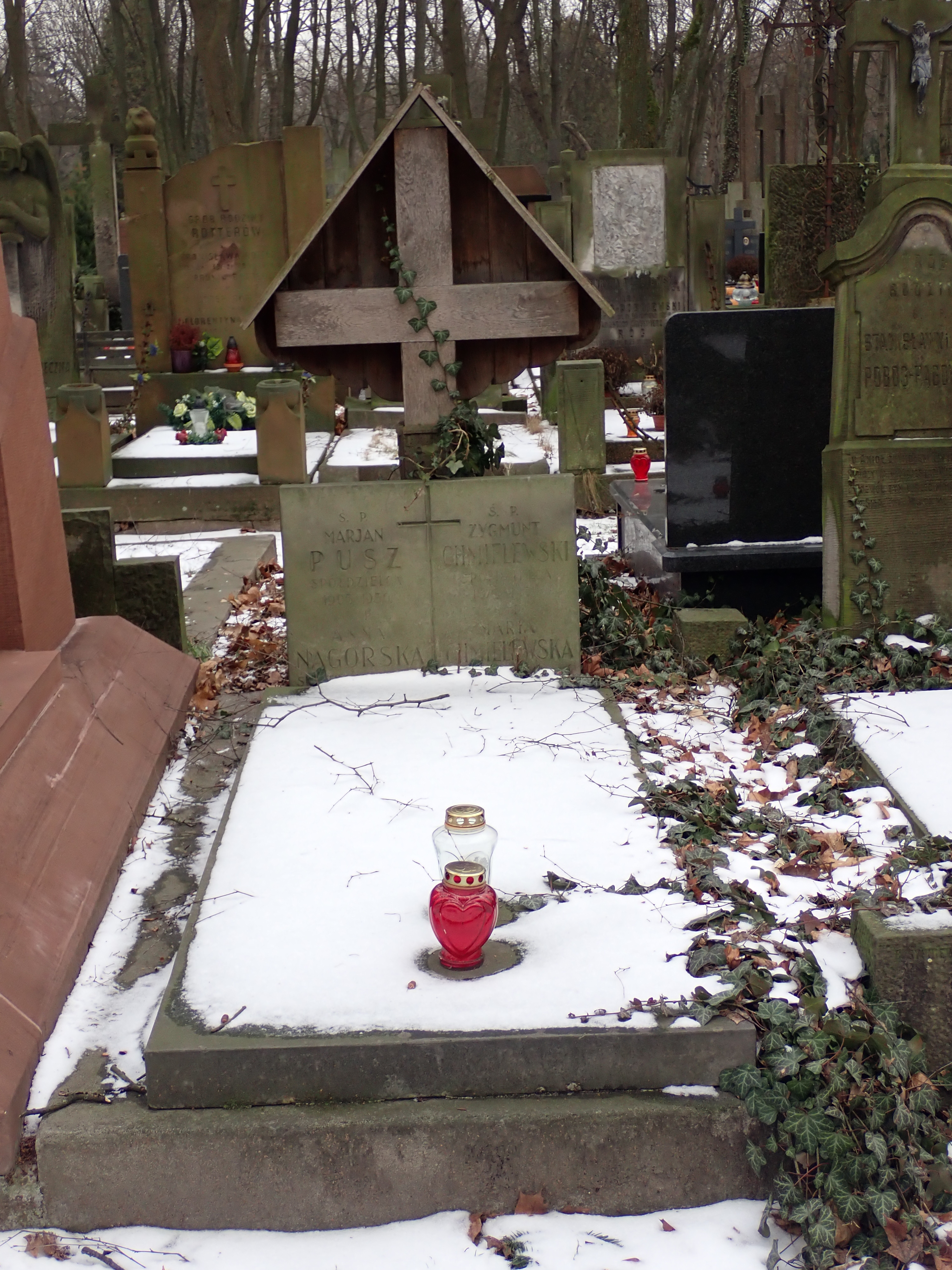
Grób Zygmunta Chmielewskiego (przed renowacją)

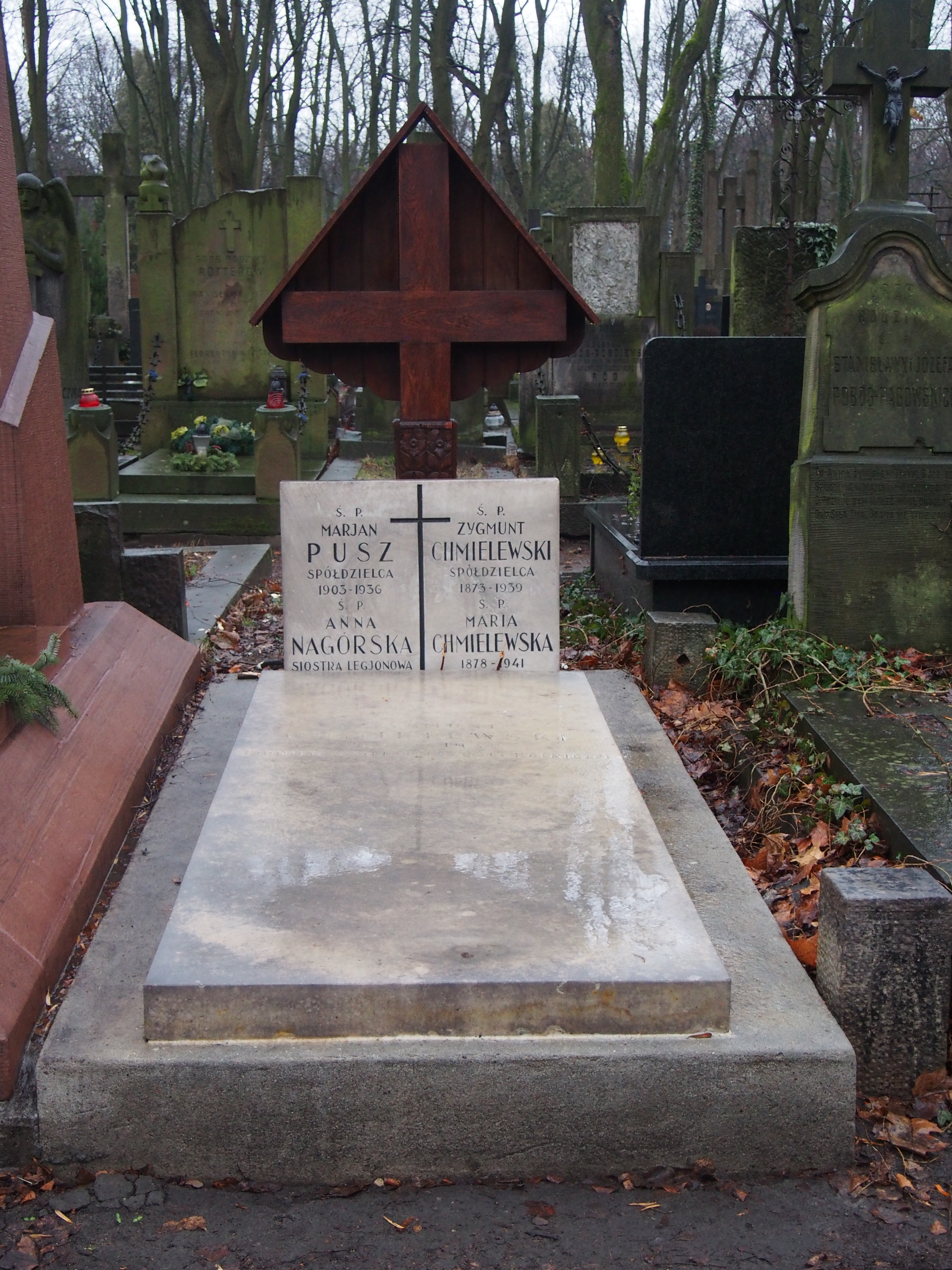
Grób Zygmunta Chmielewskiego (po renowacji)

Zygmunt Chmielewski (ur. 5 marca 1873 w Warszawie, zm. 24 kwietnia 1939 tamże) – polski inżynier chemik, działacz spółdzielczy, encyklopedysta, dyrektor Departamentu Rolnictwa i Dóbr Koronnych (1917), kierownik resortu rolnictwa i dóbr państwowych w 1919, przywódca Ligi Państwowości Polskiej.

## Życiorys
Syn Konrada i Oktawii z Medunieckich. Urodził się w rodzinie inteligenckiej. Dzieciństwo spędził w Nałęczowie. W 1884 r. ukończył gimnazjum w Warszawie, a następnie studiował na politechnikach: Eidgenóssische Polytechnische Schule w Zurichu i na Kónigliche Technische Hochschule w Charlottenburgu, uzyskując dyplom inżyniera w 1899 r. W czasach gimnazjalnych i podczas studiów był związany z ruchem socjalistycznym. W latach 1893–1907 udzielał się jako członek PPS. W czasie studiów w Berlinie redagował gazetę robotniczą, za co został zatrzymany w 1898 r. W latach 1899–1900 pracował w Fabryce „Elektryczność” w Ząbkowicach. Obawiając się kolejnego zatrzymania zdecydował się na wyjazd do Galicji, gdzie w latach 1900–1904 był asystentem w krajowej stacji doświadczalnej chemiczno-rolniczej przy Akademii Rolniczej w Dublanach. Tam zdobył nowoczesne doświadczenie w zakresie rolnictwa, a dokładnie mleczarstwa, poznał i zaczął współpracę z Franciszkiem Stefczykiem. Chmielewski stał się jednym z ważniejszych prekursorów w ruchu spółdzielczym. Założył w Radziszowie pod Krakowem nowoczesną spółdzielnię mleczarską. Pracował w niej osobiście na wszystkich stanowiskach. Następnie 1.10.1906 r. został lustratorem w Biurze Patronatu dla Spółek Oszczędności i Pożyczek przy Wydziale Krajowym, którym kierował Franciszek Stefczyk. Pracował tam do końca roku. W 1907 r. został kierownikiem Biura Mleczarskiego w Wydziale Krajowym we Lwowie. Przyczynił się do powstania ponad 20 spółdzielni mleczarskich. Napisał podręcznik będący przewodnikiem dla organizatorów mleczarni. Wszystko to sprawiło, że uznawany jest za prekursora i twórcę spółdzielczości mleczarskiej na ziemiach polskich.
W 1908 r. powrócił do Warszawy i został kierownikiem działu mleczarskiego w Towarzystwie Akcyjnym Wyrobu i Sprzedaży Maszyn i Narzędzi Rolniczych Fil „Trylski ^Kowalski”. Jego bogate doświadczenie poskutkowało tym, że 1 października 1911 roku podjął współpracę z Centralnym Towarzystwem Rolniczym w Warszawie i Warszawskim Ziemiańskim Towarzystwem Mleczarskim. Angażował się również w działania propagujące spółdzielczość Towarzystwa Kooperatystów. W 1912 r. został czasowo aresztowany za aktywność niepodległościową. Od 1913 r. do 1916 r. kierował stworzonym przez siebie Biurem Drobnych Stowarzyszeń Rolniczych.

### I wojna światowa
Po wybuchu wojny wziął udział w organizowaniu Straży Obywatelskiej. Związał się z Ligą Państwowości Polskiej. W latach 1916–1918 był wiceburmistrzem Warszawy. Pełnił obowiązki sekretarza komitetu obchodów 125. rocznicy uchwalenia Konstytucji 3 Maja, które w 1916 r. stały się pierwszą wielką polską manifestacją polityczną w Warszawie od lat. We wrześniu i październiku 1916 r. znalazł się w składzie delegacji polskiej udającej się na rozmowy do Berlina w sprawie wydanej 5 XI 1916 r. proklamacji dwóch cesarzy. Był rozważany jako kandydat do Tymczasowej Rady Stanu., lecz zrezygnował jednak na rzecz Ludomira Grendyszyńskiego, co umożliwiło powołanie pełnego składu rady. Gdy Rada Regencyjna powołała rząd Jana Kantego Steczkowskiego, Chmielewski rozpoczął pracę w Ministerstwie Rolnictwa i Dóbr Koronnych jako szef sekcji II.

### II Rzeczpospolita
Po odzyskaniu przez Polskę niepodległości, Chmielewski od 18.12.1918 r. był bliskim współpracownikiem Stanisława Janickiego, początkowo podsekretarza stanu w Ministerstwie Rolnictwa i Dóbr Koronnych, który w chwili powołania rządu przez Ignacego Jana Paderewskiego, awansował na stanowisko ministra, a Chmielewski został podsekretarzem. Po dymisji szefa resortu, od 30 września 1919 roku Chmielewski kierował ministerstwem, aż do upadku gabinetu 9 grudnia 1919 r., lecz do 13 grudnia kierował ministerstwem. Opowiadał się za uchwaleniem ustawy o spółdzielniach. Kontynuował pracę w ministerstwie jako podsekretarza stanu, aż do 15.02.1922 r.
Po odejściu z resortu został naczelnym dyrektorem Centrali Spółdzielczych Stowarzyszeń Rolniczo- -Handlowych w Warszawie. Natomiast po śmierci Stefczyka w 1924 r., zastąpił go na stanowisku naczelnego dyrektora Centralnej Kasy Spółek Rolniczych. Funkcję tę pełnił do 1928 r. W okresie od 1.01.1928 r. do 1.07.1929 r. był przewodniczącym Związku Rewizyjnego Spółdzielni Rolniczych.
Mimo rozstania z pracą w administracji państwowej i zaangażowaniu w działalność ruchu spółdzielczego pozostał w dobrych relacjach z instytucjami państwa, zarówno przed zamachem majowym w 1926 r., jak i po nim. Był powoływany jako reprezentant ministra rolnictwa i dóbr państwowych do rad związanych z ruchem spółdzielczym. W latach 1926–1928 należał jako członek do komisji opiniodawczej przy rządach Kazimierza Bartla i Józefa Piłsudskiego. W 1927 r. był członkiem Rady Głównej naprawy ustroju rolnego przy ministrze reform rolnych. W 1927 r. reprezentował Polskę podczas Międzynarodowej Konferencji Gospodarczej w Genewie.
W 1929 r. z jego inicjatywy powstała Państwowa Szkoła Spółdzielczości Rolniczej w Nałęczowie, której został dyrektorem. Zygmunt Chmielewski prowadził wykłady z zakresu spółdzielczości na Wyższej Szkole Handlowej i SGGW. Zasiadał także we władzach Spółdzielczego Instytutu Naukowego.
Był również encyklopedystą, edytorem Praktycznej encyklopedii gospodarstwa wiejskiego. Napisał w ramach tego cyklu encyklopedycznego tom nr 14-16 pt. Zarys techniki mleczarskiej .
Zmarł 24 kwietnia 1939 w Warszawie. Spoczywa na cmentarzu Powązkowskim w Warszawie (kwatera 215, rząd 6, grób 4).
W 2022 roku Fundacja „Stare Powązki” na zlecenie Kancelarii Prezesa Rady Ministrów, w ramach projektu odrestaurowywania grobów ministrów II RP, odnowiła miejsce pochówku Chmielewskiego.

## Odznaczenia
- Krzyż Komandorski z Gwiazdą Orderu Odrodzenia Polski (2 maja 1923)[9][10]

## Upamiętnienie
W 1988 na domu przy ulicy Hożej 66/68 w Warszawie została ustanowiona tablica upamiętniająca Zygmunta Chmielewskiego.